# Hôpital de Reggane
L'hôpital de Reggane est une structure sanitaire située dans la commune de Reggane. Il dépend du centre hospitalier universitaire d'Oran et relève de la Direction de la Santé et de la Population (DSP) de la wilaya d'Adrar (comme l'hôpital Ibn Sina d'Adrar, l'hôpital Mohamed Hachemi de Timimoun, l'hôpital Noureddine Sahraoui d'Aoulef, l'hôpital de Bordj Badji Mokhtar, l'hôpital de Zaouiet Kounta, l'hôpital d'Aougrout et l'hôpital de Tililane).
Cet hôpital est l'un des hôpitaux en Algérie qui relèvent du Ministère de la Santé et de la Réforme hospitalière.

## Géographie

### Localisation
L'hôpital de Reggane se situe au centre de la ville de Reggane.

### Accès

#### Route
L'accès par route goudronnée à l'hôpital de Reggane, situé au sud de la ville, n'est pas du tout évident pour les automobilistes qui continuent à se plaindre des routes défoncées.

#### Hélicoptère sanitaire
Une réflexion est en cours en 2014 pour la dotation de l'hôpital de Reggane d'une station d'hélicoptère sanitaire.
Il s'agira d'un hélicoptère, ou de plusieurs, basé de façon permanente à l'hôpital de Reggane et consacré exclusivement à des missions sanitaires de transport de patients.
La zone de stationnement de l'hélicoptère sera proche de l'enceinte des services hospitaliers afin d'éviter l'usage d'un véhicule intermédiaire. Elle devra être protégée, éclairée et homologuée.
La configuration sanitaire de l'appareil volant devra être permanente.
Le matériel médical embarqué sera standardisé et approuvé.
La disponibilité immédiate concernera l'équipe médicale des urgences de l'hôpital de Reggane, mais également le pilote qui bénéficiera de locaux d'hébergement dans l'hôpital même.
Grâce à la généralisation des numéros verts et à l'utilisation du système GPS, l'intervalle entre la survenue de l'urgence médicale dans les communes et les villages de la wilaya d'Adrar et la réception de l'alerte aura tendance à diminuer.
L'hélicoptère sanitaire réduira le délai de réponse médicale après l'alerte et le signalement dans tout le périmètre de la wilaya d'Adrar.
À rappeler qu'en décembre 2011, trois petits avions et cinq hélicoptères avaient été destinés aux évacuations sanitaires surtout pour la région du sud de l'Algérie, à partir de l'année 2012, à la suite de la convention signée entre le ministère algérien de la santé et de la population et la compagnie algérienne Tassili Airlines.

## Histoire

### Construction
À son inauguration, il était classé comme secteur sanitaire jusqu'à sa mutation en hôpital en date du 1er janvier 2008.

### Hôpital
Depuis le 1er janvier 2008, l’hôpital de Reggane abrite plusieurs services.
La capacité de cet hôpital est passée à 60 lits par l’extension à de nouveaux services.

## Direction
|     | Directeur       | Début | Fin  |
| 1er |                 |       |      |
| 2e  |                 |       |      |
| 3e  | M. Benkaaoukaou | 2008  | 2009 |
| 4e  | Abdallah Bahati | 2009  | 2013 |
| 5e  |                 |       |      |

## Services liés à l'hôpital

### Ambulance
Cet hôpital est doté d'une ambulance (véhicule tout-terrain: type 4x4) équipée de moyens d'urgence et d'intervention.
À rappeler qu'en 2014, le secteur de la santé dans la wilaya d'Adrar a été renforcé par l'acquisition de 20 ambulances pour le transport des malades et de 12 véhicules tout-terrain: type 4x4 pour les équipes mobiles.

## Établissements affiliés

### Maternité urbaine
- Maternité de Reggane.
- Maternité de Sali (4 lits).

### Polycliniques
L'hôpital de Reggane chapeaute 2 polycliniques sur les 29 polycliniques que compte la wilaya d'Adrar.
- Polyclinique de Reggane.
- Polyclinique de Sali.

### Salles de soins
L'hôpital de Reggane chapeaute plus de 18 salles de soins sur les 171 salles de soins que compte la wilaya d'Adrar.
Ces salles de soins sont érigées dans la banlieue de la ville de Reggane pour accueillir les citoyens.
- Salle de soins Ksar Mekid[19].
- Salle de soins Ksar Zaouiet El-Reggani[20].

## Couverture sanitaire
En 2014, la couverture sanitaire dans la wilaya d'Adrar était assurée par un médecin spécialiste pour 6 722 habitants, un médecin généraliste pour 1 200 habitants et un pharmacien pour 8 780 habitants.